# Portuense (quartiere)

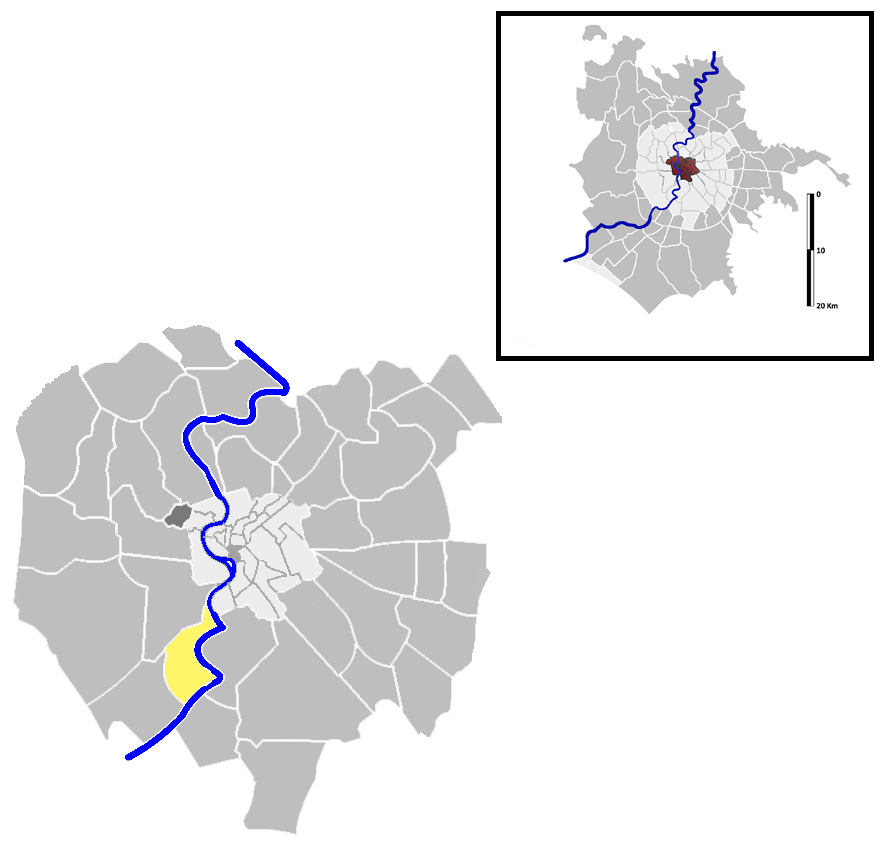
Quartiere Portuense

Portuense é o décimo-primeiro quartiere de Roma e normalmente indicado como Q. XI. Este mesmo topônimo indica a zona urbana 15B do Municipio XI da região metropolitana de Roma Capitale. Seu nome é uma referência a Via Portuense.

## Geografia

Brasão do Quartiere Portuense.

O quartiere Portuense está localizado na região sul da cidade, encostado na Muralha Aureliana e às margens do rio Tibre. Suas fronteiras são:
- ao norte está o rione Testaccio, separado pelo rio, da Ponte Testaccio até a Ponte dell'Industria.
- a leste está o quartiere Q. X Ostiense, separado pelo rio, da Ponte dell'Industria até o Viadotto della Magliana.
- ao sul está o quartiere Q. XXXII Europa, separado pelo rio na altura do Viadotto della Magliana.
- a oeste estão o subúrbio S. VII Portuense, separado pela Viale Isacco Newton, do Viadotto della Magliana até a Via Portuense, e o quartiere Q. XII Gianicolense, separado pela Via Portuense, da Viale Isacco Newton até a Ponte Testaccio.

## História
Portuense estava entre os quinze primeiros quartieri criados em 1911 e oficialmente instituídos em 1921.

### Brasão
A descrição oficial do brasão de Portuense é: de azure com uma nau em or velada em argento,

## Vias e monumentos
- Porta Portese
- Ponte Guglielmo Marconi
- Ponte dell'Industria
- Ponte della Magliana
- Ponte San Paolo
- Ponte della Scienza
- Ponte Sublicio
- Ponte Testaccio
- Via Portuense

### Antiguidades romanas
- Porta Portuense

## Edifícios

### Outros edifícios
- Forte Portuense

### Igrejas
- Santi Aquila e Priscilla
- Sacra Famiglia a Via Portuense
- Gesù Divino Lavoratore
- San Giovanni Ventitreesimo a Borgata Petrelli
- San Gregorio Magno alla Magliana Nuova
- Nostra Signora di Valme
- Santa Passera
- Santa Silvia
- Santo Volto di Gesù